# Jurij Darahan
Jurij Darahan (ukrajinsky Юрій Дараган; 16. března 1894 – 17. března 1926) byl ukrajinský básník.

## Život
Narodil se v Chersonské oblasti, sloužil v carské armádě, později v armádě UNR. V roce 1920 byl internován v polském internačním táboře v Kališi, kde spolu s Jevhenem Malanjukem začal vydávat časopis „Veselka“. V roce 1922 přijel do Prahy, kde se zapsal na Ukrajinský pedagogický institut Mychajla Drahomanova. V roce 1925 mu v Praze vychází básnická sbírka „Sahajdak“ („Toulec“). V roce 1926 zemřel na tuberkulózu v sanatoriu v Pleši u Prahy. Je pohřbený na Olšanech v Praze.

## Dílo
Historické motivy, motivy boje za nezávislost; intimní lyrika, reflexe dětství.
- Seznam děl v Souborném katalogu ČR, jejichž autorem nebo tématem je Jurij Darahan
- „Sahajdak“ („Toulec“), Praha 1925
- „Mazepa“ (historická poema)
- překlad fragmentů básně „Máj“ od K.H.Máchy